# Фельдман, Маркус (биолог)
Маркус (Марк) Фельдман (Marcus (Marc) William Feldman; род. 14 ноября 1942, Перт, Австралия) — австралийско-американский эволюционный биолог, пионер исследований культурной эволюции.
Доктор философии (1969), профессор Стэнфордского университета, член Американского философского общества (2011) и Национальной АН США (2013). Лауреат премии Дэна Дэвида (2011).

## Биография
Окончил Университет Западной Австралии с отличием (бакалавр математики и статистики), где учился с 1959 по 1964 год, и Университет Монаша в Мельнбурне по кафедре математики (магистр, 1966). Являлся аспирантом математика Сэмюэля Карлина.
Степень доктора философии по математической биологии получил в 1969 году в Стэнфордском университете, в штат которого был зачислен, после недолговременного возвращения в Австралию, в 1971 году (ассистент-профессор, с 1974 года ассоциированный профессор, с 1977 года профессор кафедры биологических наук) и где ныне именной профессор (Burnet C. and Mildred Finley Wohlford Professor) биологических наук (с 1993), директор Morrison Institute for Population and Resource Studies (с 1986) и директор-сооснователь Center for Computational, Evolutionary and Human Genomics (с 2003), а также является членом Стэнфордской инициативы Bio-X.
С 2002 по 2007 год почётный профессор Пекинского педагогического университета, а с 2005 года — Xi'an Jiaotong University, и с того же года в последнем директор Центра комплексных исследований.
Состоит в Институте Санта-Фе.
Фелло Американской академии искусств и наук (1987) и Калифорнийской АН (1996), а также Американской ассоциации содействия развитию науки (1986). Сотрудничал с Ричардом Левонтином.
В честь его 75-летия в 2017 году учреждена Marcus W. Feldman Prize in Theoretical Population Biology, присуждаемая раз в два года начиная с 2018 года.
Автор около 500 работ, девяти книг.

## Награды и отличия
- Стипендия Гуггенхайма (1976-1977)
- China Population Award (1998)
- Лучшая работа 2002/2003 года в области биомедицинских наук, The Lancet
- Премия Дэна Дэвида (2011)
- Kimura Motoo Award (2016)[6]
- Alumni lifetime achievement award, Университет Западной Австралии (2016)

Почётный доктор Еврейского университета в Иерусалиме (2005) и Тель-Авивского университета (2010).